# Miguel Ángel Aispuro Ramírez
Miguel Ángel Aispuro Ramírez (Victoria de Durango, 1982) es un escritor y poeta mexicano.

## Biografía
Nacido en Victoria de Durango, Durango, en 1982, ha radicado en Hermosillo, Sonora, por más de de 30 años. Obtuvo una licenciatura en literaturas hispánicas por la Universidad de Sonora (UNISON). Fue becario del Fondo Estatal para la Cultura y las Artes de Sonora con el proyecto poético "La espiral (2015-2016)".
Es autor de múltiples libros de poesía y narrativa como Icaria (2001), Ceniza a la ceniza (2012), Carne tan frágil (2015), y Nekyia: La invocación de los muertos (2019). Así mismo ha participado en las antologías narrativas de Signa Mortis y La Noche de las Letras (es su sexta edición), ambas publicadas en 2015, y Atlas Negro: compendio de un infierno arrasado (2018).

### Premios y reconocimientos
Fue ganador del Concurso del Libro Sonorense en 2014, por su primer libro de cuentos, Carne tan frágil. Fue galardonado con el premio Edmundo Valadés en 2017 en la categoría de cuentista con trayectoria. En el 2018 ganó el Cuarto Concurso de Relatos de Fantasía, Terror y Ciencia Ficción de Noviembre Nocturno con La balada de Ilrem; repitiendo en 2022 en su octava edición con El sitio de mi muerte.

## Publicaciones seleccionadas

### Antologías
- Aispuro Ramírez, Miguel Ángel; Aparicio, Álvaro; Eximeno, Santiago (2018). Atlas Negro : compendio de un infierno arrasado. Madrid: Pulpture Ediciones. ISBN 9788494830433.

### Poesía
- Aispuro Ramírez, Miguel Ángel (2012). Ceniza a la ceniza. Sonora: Universidad de Sonora. ISBN 9798615189883.
- Aispuro Ramírez, Miguel Angel (2019). Nekyia: La invocación de los muertos. ISC. ISBN 9798620746491.

### Cuento
- Aispuro Ramírez, Miguel Ángel (2015). Carne tan frágil. Hermosillo, Sonora: Instituto Sonorense de Cultura [ISC] (Concurso del Libro Sonorense). ISBN 9798603076157.